# 庄司敏夫
庄司敏夫（1940年8月25日—），千葉縣出身，是一名日本退役男子游泳运动员。他在1964年夏季奥林匹克运动会中，参加了男子4x200米自由泳比赛并获得铜牌。